# Acajete (Veracruz)
Acajete è una municipalità dello stato di Veracruz, nel Messico centrale, il cui capoluogo è la località omonima.
Conta 8.819 abitanti (2015) e ha una estensione di 97,69 km². 	 	
Il significato del nome della località in lingua nahuatl è Nel bacino d'acqua.